# Paa Mjøsen
|  | Denne artikel er oprettet af botten Steenthbot ud fra en ekstern database. Den kan derfor have sproglige fejl eller mangler. Denne skabelon kan fjernes efter kontrol af indholdet. |

Paa Mjøsen er en dansk dokumentarisk optagelse fra 1918.

## Handling
Sejlads på Norges største sø Mjøsa med "Skibladner", som er verdens ældste hjuldamper. Årstallet er anslået.